# Хомутецька сільська рада (Брусилівський район)
Хомутецька сільська рада — колишня адміністративно-територіальна одиниця та орган місцевого самоврядування у Брусилівському і Коростишівському районах Білоцерківської і Київської округ, Київської й Житомирської областей Української РСР та України з адміністративним центром у с. Хомутець.

## Населені пункти
Сільській раді були підпорядковані населені пункти:
- с. Хомутець
- с. Вільшка
- с. Краківщина

## Населення
Відповідно до перепису населення СРСР, станом на 17 грудня 1926 року, чисельність населення ради становила 1 427 осіб, з них за статтю: чоловіків — 694, жінок — 733, етнічний склад: українців — 1 427. Кількість господарств — 336.
Відповідно до результатів перепису населення СРСР, кількість населення ради станом на 12 січня 1989 року становила 799 осіб.
Станом на 5 грудня 2001 року, відповідно до перепису населення України, кількість мешканців сільської ради становила 1 539 осіб.

## Склад ради
Рада складалась з 16 депутатів та голови.

### Керівний склад сільської ради
| ПІБ                              | Основні відомості                                                 | Дата обрання | Дата звільнення |
| -------------------------------- | ----------------------------------------------------------------- | ------------ | --------------- |
| Задніпрянець Світлана Миколаївна | Сільський голова, 1965 року народження, освіта, позапартійна      | 26.03.2006   | 31.10.2010      |
| Задніпрянець Світлана Миколаївна | Сільський голова, 1965 року народження, освіта вища, позапартійна | 31.10.2010   |                 |

Примітка: таблиця складена за даними джерела

## Історія
Створена 1923 року в с. Хомутець Брусилівської волості Радомисльського повіту Київської губернії. На 17 грудня 1926 року в підпорядкуванні ради значилися хутори Губенко, Дяченко, Новоселиця і Тарасівка.
Станом на 1 вересня 1946 року сільська рада входила до складу Брусилівського району Житомирської області, на обліку в раді перебувало с. Хомутець.
11 серпня 1954 року, відповідно до указу Президії Верховної ради Української РСР «Про укрупнення сільських рад по Житомирській області», підпорядковано с. Вільшка ліквідованої Вільшанської сільської ради Брусилівського району. 5 березня 1959 року, відповідно до рішення Житомирського облвиконкому № 161 «Про ліквідацію та зміну адміністративно-територіального поділу окремих сільських рад області», до складу ради включено с. Краківщина Соловіївської сільської ради Брусилівського району.
Станом на 1 січня 1972 року сільська рада входила до складу Коростишівського району Житомирської області, на обліку в раді перебували села Вільшка, Краківщина та Хомутець.
Ліквідована 28 грудня 2016 року через об'єднання до складу Брусилівської селищної територіальної громади Брусилівського району Житомирської області.
Входила до складу Брусилівського (7.03.1923 р., 4.05.1990 р.) та Коростишівського (30.12.1962 р.) районів.